# Bruce Campbell (astrônomo)
Bruce Campbell foi um astrônomo na Universidade de Victoria na Columbia britânica. Junto com Gordon Walker, foram pioneiros na Espectroscopia Doppler. Um dos astrônomos responsáveis pela mais bem sucedida técnica de busca por exoplanetas e publicou o primeiro artigo científico que reportou com exatidão a detecção de um exoplaneta: o Gamma Cephei Ab.
"'Gordon Walker e Bruce Campbell foram verdadeiros pioneiros' disse Alan Boss, um astrofísico da Instituição Carnegie em Washigton, D.C. e autor de um livro chamado The Crowded Universe: The Search for Living Planets"